# Cianidină
Cianidina este un compus organic natural, aparținând clasei antocianidinelor. Este un pigment vegetal și se regăsește în multe tipuri de fructe de pădure de culoare roșie. Culoarea sa caracteristică este roșie-purpurie, însă aceasta variază cu pH-ul; soluțiile sunt roșii la pH < 3, violet la pH 7-8 și albastre la pH > 11. Este un activator potent de sirtuină 6 (SIRT6).